# 友军误伤
友军误伤（英語：Friendly Fire），也称友伤，友军误击。在军事术语中，友军误伤是指交战部队或中立部队在试图攻击敌方/敌对目标时对友军的攻击。例如，误认目标为敌方、与敌方交战时交叉火力、远距离测距错误或不准确。无意攻击敌方/敌对目标的意外开火，以及出于纪律原因故意向己方部队开火，不属于友军误击。 而对平民或中立目标的无意伤害（有时称为附带损害）也不属于这种情况 就伤亡报告而言，训练事故和不流血事件也不属于 "友军误伤"。
在第一次世界大战期间，盟军人员在军事上使用 "友军 "一词。友军误伤一词最初由美国军方采用，往往是在炮弹没有击中目标敌人时。 许多北大西洋公约组织军队将这些事件称为 "蓝对蓝"，这源于在军事演习中，北约部队以蓝色旗帜识别，而代表华约部队的部队则以红色旗帜识别。在以徒手搏斗为主的传统战争形式中，"友军 "造成的死亡很少见，但在工业化战争中，友军误伤造成的死亡更为常见。
友军误击与Fragging不同，后者指同一阵营的同僚在未经许可的情况下蓄意（或企图）杀害军人。

## 历史
在古希腊和其他早期战役的记录中。友军误伤是一种古老的现象。 枪炮和飞机等武器大大增加了友军伤亡。
到了20世纪和21世纪，友军误击伤亡可能已成为战斗伤亡中的一个重要比例。强·克拉库尔概述了第二次世界大战期间及之后的美军伤亡情况：
《牛津美国军事史指南》承认 "友军误伤问题的统计层面尚待界定；在大多数情况下根本无法获得可靠的数据"，但估计美国战争中2%到2.5%的伤亡可归咎于友军误伤。

## 原因

### 战争迷雾
战争迷雾—战争中固有的混乱—可能导致友军误伤。由于明显的鲁莽或无能而造成的友军误击可能被不恰当地归为这一类。战争迷雾的概念受到了相当多的批评，因为它可以被用作计划不周、情报薄弱或受损以及指挥无能的借口。

### 位置错误
当火力瞄准敌军时，可能会意外击中己方部队，这就是阵地错误。在第一次和第二次世界大战期间，部队在近距离作战时，瞄准相对不准确，这种情况就会加剧。随着武器精度的提高，这类事件已不那么常见，但仍时有发生。

### 识别错误
当友军被误认为是敌人而遭到攻击时，就会发生识别错误。1991年海湾战争中发生阿帕奇攻擊美國陸軍運兵車隊，以及2003年入侵伊拉克期间美国爱国者炮兵连击落一架英国飞机的事件，都证明了高机动性战斗和涉及多国军队的战斗更容易引发此类事件。另一起此类事故是帕特-蒂尔曼（Pat Tillman）在阿富汗的死亡事件，但该事件的确切情况仍有待确定。
第二次世界大战期间，盟军飞机上涂有“入侵条纹”以帮助识别，为入侵诺曼底做准备。霍克台风 "战斗机刚投入使用时也使用了类似的标识，因为它在外形上与德国飞机非常相似。战争后期，掩护德国精锐喷气式战斗机中队起降的“保护中队”涂上了鲜艳的油漆，以区别于突袭的盟军战斗机。

### 抑制控制失能
最近有人提出，抑制控制失能是造成某些友军误击事故的另一个潜在原因。 这类失误不同于视觉识别失误，似乎是由于未能抑制射击反应造成的。
许多情况都可能导致或加剧友军误击的风险。困难的地形和能见度是主要因素。在陌生地形作战的士兵比在熟悉地形作战的士兵更容易迷失方向。敌方火力来袭的方向可能不容易辨别，恶劣的天气条件和战斗压力可能会加剧混乱，尤其是在交火的情况下。准确的导航和射击纪律至关重要。在高风险情况下，领导者需要确保部队能正确获知友军部队的位置，必须下达清晰明确的命令，同时还必须对士兵的反应做出正确反应，因为士兵有能力做出自己的判断。沟通失误可能是致命的。无线电、野战电话和信号系统可用来解决这一问题，但当这些系统用于协调地面部队和飞机等多支部队时，其故障会大大增加误伤友军的风险。当盟军部队开展行动时，情况就更加复杂了，尤其是要克服语言障碍。

## 延申阅读

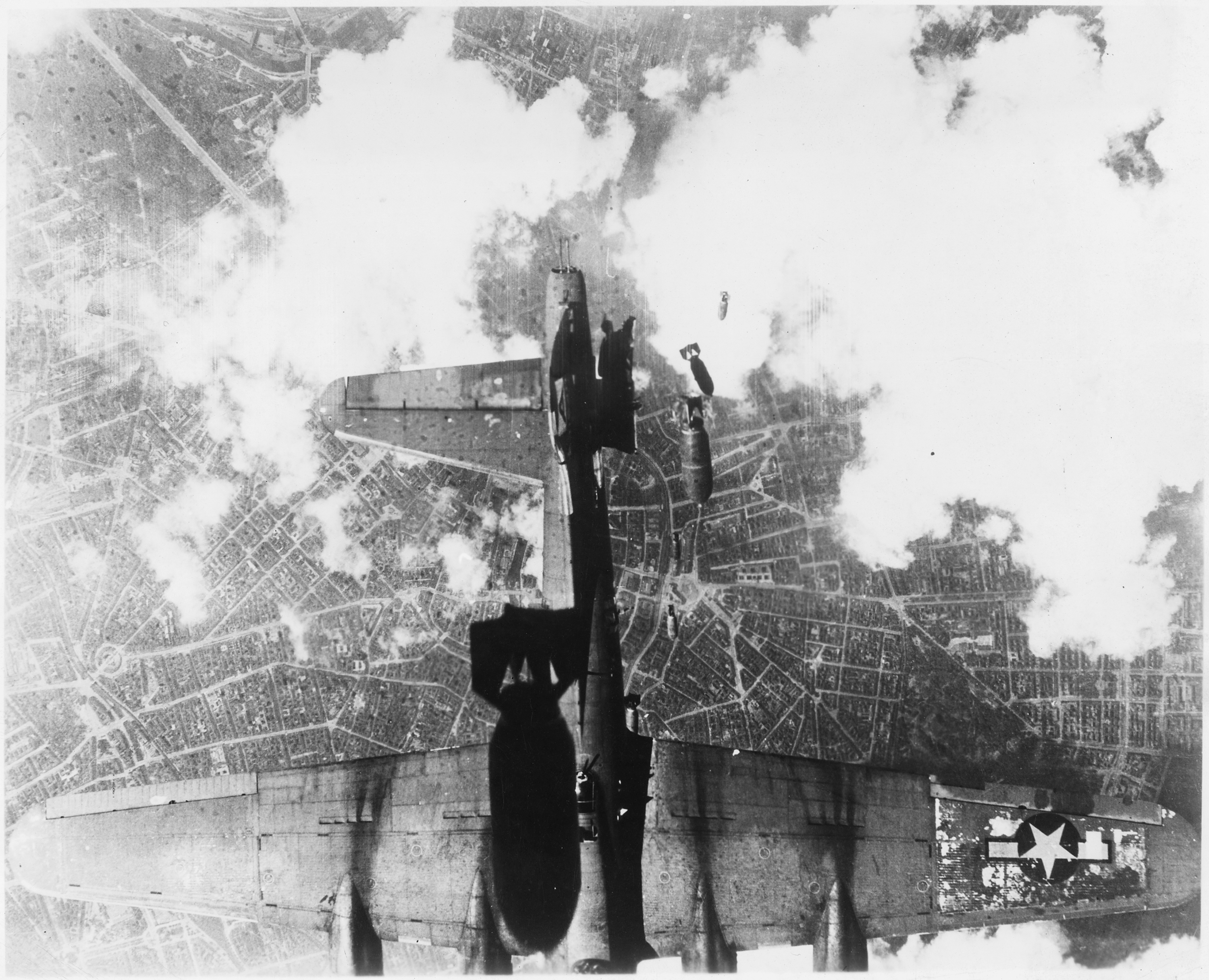
1944年轰炸柏林期间，一架美国 B-17 飞行堡垒 "唐娜-梅小姐二号 "在美军轰炸机上方漂移时被炸弹炸毁。水平稳定器的损坏导致飞机失控旋转并坠毁，11 名机组人员全部遇难。

- Anderson, Earl R. (2017) Friendly Fire in the Literature of War,  Jefferson NC: McFairland
- Garrison, Webb B. (1999) Friendly Fire in the Civil War: More than 100 True Stories of Comrade Killing Comrade, Rutledge Hill Press, Nashville, TN; ISBN 1558537147
- Kemp, Paul. (1995) Friend or Foe: Friendly Fire at Sea 1939–45, Leo Cooper, London; ISBN 0850523850
- Kirke, Charles M. (ed., 2012) Fratricide in Battle: (Un)Friendly Fire, Continuum Books; ISBN 9781441157003
- （法語） Percin, Gen. Alexandre (1921) Le Massacre de Notre Infanterie 1914–1918, Michel Albin, Paris; OCLC 924214914
- Regan, Geoffrey (1995) Blue on Blue: A History of Friendly Fire, Avon Books, NY; ISBN 0380776553
- Regan, Geoffrey (2004) More Military Blunders, Carlton Books ISBN 9781844427109
- Shrader, Charles R. (1982) Amicicide: The Problem of Friendly Fire in Modern War （页面存档备份，存于）, US Command & Staff College, Fort Leavenworth: University Press of the Pacific, 2005; ISBN 1410219917